# Idiocnemis adelbertensis
Idiocnemis adelbertensis är en trollsländeart som beskrevs av Gassmann 1999. Idiocnemis adelbertensis ingår i släktet Idiocnemis och familjen flodflicksländor. IUCN kategoriserar arten globalt som nära hotad. Inga underarter finns listade i Catalogue of Life.